# Ban Don Phlong
Ban Dong Phlong (Thai: บ้านดงพลอง) ist ein archäologischer Fundplatz in der Provinz Buriram in Thailand.

## Lage und Grabungsgeschichte
Ban Dong Phlong liegt in Amphoe Khaen Dong, Provinz Buriram, in Nordost-Thailand (Isan). Ban Dong Phlong wurde in den frühen Neunziger-Jahren von E. Nitta untersucht. 

## Funde
Nitta konnte 17 tönerne Feuerstellen und Gruben freilegen, die ausgekratzte Metallreste bargen. Die aufgefundenen Tiegel und Überreste sowie die Tatsache, dass die Brennöfen in übereinanderliegenden Schichten gefunden wurden, lassen auf eine beträchtliche Zeitspanne schließen, während der hier Eisen verarbeitet wurde. Ergebnisse der Radiokohlenstoffdatierung lassen auf eine Zeit am Ende des 1. Jahrtausends v. Chr. schließen. Darüber lagen eine Reihe von Gräbern in Nord-Süd-Ausrichtung, unter denen das Grab eines Mannes hervorstand: das Grab besaß tönerne Wände und das Gesicht des Mannes war von einem Tonziegel bedeckt. Er trug an jedem Arm drei große, aus Bronze gefertigte Armreifen sowie jeweils drei Bronzeringe auf der Brust und an Fingern der rechten Hand. Eine Halskette war aus 10 Achat- und 31 Glasperlen gefertigt. Nach den vorhandenen Holzresten ist zu schließen, dass er sich in einem Sarg aus einem aufgespaltenen Holzstamm befunden hatte.
Andere Gräber enthielten ebenfalls Bronzeringe und Glasschmuck. Diese Funde weisen darauf hin, dass hier sehr viel mehr Aufwand für die Totenbestattung getrieben wurde als während der Bronzezeit in dieser Gegend.